# Fuffies im Club
Fuffies im Club (pol. Banknot w klubie) – drugi singiel promujący pierwszą solową płytę rapera Sido. Do piosenki został nakręcony klip w wersji dla telewizji i ocenzurowanej. W obu teledyskach pojawia się Harris.

## Lista utworów
1. Fuffies im Club (Original Headrush)
2. Fuffies im Club (Radio)
3. Fuffies im Club (Rmx feat. Harris)
4. Fuffies im Club (Derezon Rmx)
5. Glashoch feat. Harris
6. Glashoch (DJ Ron Rmx)
7. Glashoch (Bommer Rmx)
8. Yeah feat. A.I.D.S.